# Polo Instructors and Players Association

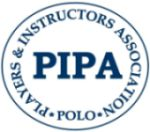
Logo des Weltverbandes PIPA

Die Polo Instructors´ and Players´ Association (PIPA) ist die Bezeichnung für den Weltverband der Polo-Ausbilder und -Spieler. Die Organisation kann mit der Association of Tennis Professionals oder der Professional Golfers Association verglichen werden und wird mit PIPA abgekürzt. Die PIPA ist Mitglied des „Landesfachverband für Reiten und Fahren in Wien“ und dadurch mit der International Federation of Equestrian Sports verbunden.

## Aufgaben und Ziele
Das Hauptaugenmerk der PIPA liegt darin, Polo einer breiten Masse zugänglich zu machen und Polo als Trendsport zu etablieren. Um diese Ziele zu erreichen, errichtet und entwickelt die PIPA weltweit Polo-Schulen und Akademien oder ermöglicht bereits bestehenden Schulen eine Partnerschaft. In diesen Schulen und Akademien dürfen nur PIPA-lizenzierte Trainer unterrichten. Diese PIPA-Lizenzierung stellt sicher, dass Trainer in puncto Trainingsmethoden und technischen Standards immer auf dem neuesten Stand sind.
Die PIPA organisiert außerdem die weltweit größten Snow- und Beach-Polo-Touren:
- die PIPA Snow Polo World Cup Tour
- die PIPA Beach Polo World Series

## Organisation
Die PIPA, deren Sitz in Wien ist, wird von folgendem internationalen Vorstand geleitet:
Executive Board
- Präsident: Uwe Seebacher (Wien)
- Executive Vizepräsident: Cacho Merlos (Argentina)
- Vizepräsidentin Pferde-Management: Yvonne Halden (Austria)
- Vizepräsident Marketing & Sponsoring: Thomas Hofirek (Wien)
- Vizepräsidentin Frauen: Sarah Woods (England)
- Sportdirektor: Augusto Faria Correa (Porto Alegre)
- Schriftführer: Bruno Seebacher (Graz)
- Kontrollausschuss: Christa Heissl (Wien)

## PIPA Weltmeisterschaften
In Zusammenarbeit mit A Quechua World of Polo veranstaltet die PIPA jedes Jahr Snow- und Beach Polo Weltmeisterschaften. Diese werden jeweils in einer Tournee mit mehreren Events in verschiedenen Ländern ausgespielt. Snow Polo Events fanden beispielsweise schon im Olympiastadion München vor 15000 Zuschauern oder in Bad Gastein oder Seefeld in Tirol statt. Der bisher größte Beach Polo Event wurde in Lignano Sabbiadoro im weltweit größten Beach Polo Stadion ausgetragen. Als weltweit größte Polo Turnier-Serien erfahren die PIPA Snow World Cup Tour und die PIPA Beach Polo World Series große mediale Aufmerksamkeit; sowohl von Reitsport- als auch von Sportmedien. Die PIPA Events sind die am meisten gesehenen Polo Veranstaltungen weltweit. Über Veranstaltungen der 2015 Snow Polo World Cup Tour wurde beispielsweise im Reitsportmagazin „Reitsportnews“, im Blog der olympischen Region Seefeld berichtet. Sogar der ORF berichtete über den Event in Bad Gastein.